# BC Oostende
BC Oostende, om sponsorredenen nu Filou BC Oostende, is een Belgische basketbalclub. De club komt uit in Oostende en werd in 1970 opgericht. Oorspronkelijk speelde BC Oostende in een geelblauwe uitrusting, dan in een geelzwarte, daarna thuis in een gele en op verplaatsing in een rode uitrusting en nu thuis in een gele, op verplaatsing in een zwarte en bij Europese wedstrijden in een rode uitrusting. BC Oostende schreef geschiedenis door als eerste ploeg ooit 14 keer op rij (2012 tot en met 2025) de Belgische titel te behalen.

## Geschiedenis

### De Sunair-periode (1970-2000)
BC Oostende werd opgericht op 25 mei 1970 als voortzetting van VG Oostende na een fusie met de vierde-nationaler AS Oostende-WBC van Rudolf Vanmoerkerke. De club speelde verder met het stamnummer 245 van VG Oostende en onder voorzitter Rudolf Vanmoerkerke. Het team speelde in geelblauw en stond als Sunair Oostende bekend, naar sponsor Sunair. VG Oostende (VGO) was in de jaren zestig viermaal vicekampioen geworden en had éénmaal de beker veroverd. Nadat VG Oostende was gedegradeerd, ging BC Oostende in 1970 van start in de tweede klasse. Het team veroverde al direct de titel, voor concurrent Hyfima Antwerpen, maar hield het slechts één seizoen vol in de eerste afdeling.
De club slaagde er opnieuw in direct terug te keren naar de hoogste afdeling en speelt er sinds 1973/74 onafgebroken. Een jaar later nam de club al deel aan de Korać Cup en speelde er tien wedstrijden. In 1979 veroverde BC Oostende een eerste prijs, namelijk de Beker van België, onder leiding van de later gerenommeerde NBA-coach Ron Adams.

#### De eerste landstitels
Op 15 april 1981 werd BCO onder leiding van coach Roger Dutremble en assistent Freddy Deckmyn voor het eerst landskampioen. Sunair won met 102-76 de 5de beslissende wedstrijd van de play-offs tegen Racing Mechelen. De club herhaalde dat huzarenstukje de volgende jaren en zette zo een reeks van zes opeenvolgende titels neer van 1981 tot en met 1986. In 1981, 1982, 1983 en 1985 slaagde ze ook in de dubbel (titel en beker). In 1987 haalde de club na vele jaren geen titel, maar in 1988 kwam er een 7de nationale titel onder leiding van Terry Kunze en Etienne Dermaut. In 1988 pakte de club de éénmalig georganiseerde Benelux-beker, in 1989 volgde nieuwe Belgische bekerwinst. Op 10 november 1990 wisselde het team het Stedelijk Sportcentrum voor een nieuwe zaal, de Mister V. Sportarena aan de Schorre.
Onder leiding van Tony Vandenbosch en Ronny Seghers won het in 1991 opnieuw de Belgische beker en pas op 6 mei 1995 kon het een nieuwe landstitel binnenhalen. Het seizoen 1999/00 begon met grote verandering. Men stelde een jong team samen en stelde een nieuwe coach aan. De club kreeg een nieuwe sponsor, Telindus. Zowel in de competitie als de beker haalde men onder leiding van Lucien Van Kersschaever de finale, maar moest men telkens de winst laten aan Racing Antwerpen. In augustus 2000 won de club de Supercup en speelde het seizoen 2000/01 in de Europese Suproleague. Uiteindelijk won ze in dat seizoen in april 2001 de beker, en in mei de negende landstitel. In het seizoen 2001/02 werd voorzitter Rudolf Vanmoerkerke opgevolgd door Robert Volckaert. BC Oostende behaalde onder Rudolf Vanmoerkerke als voorzitter (1970-2001) 9 landstitels en 10 bekerzeges.

### 2001 - 2011

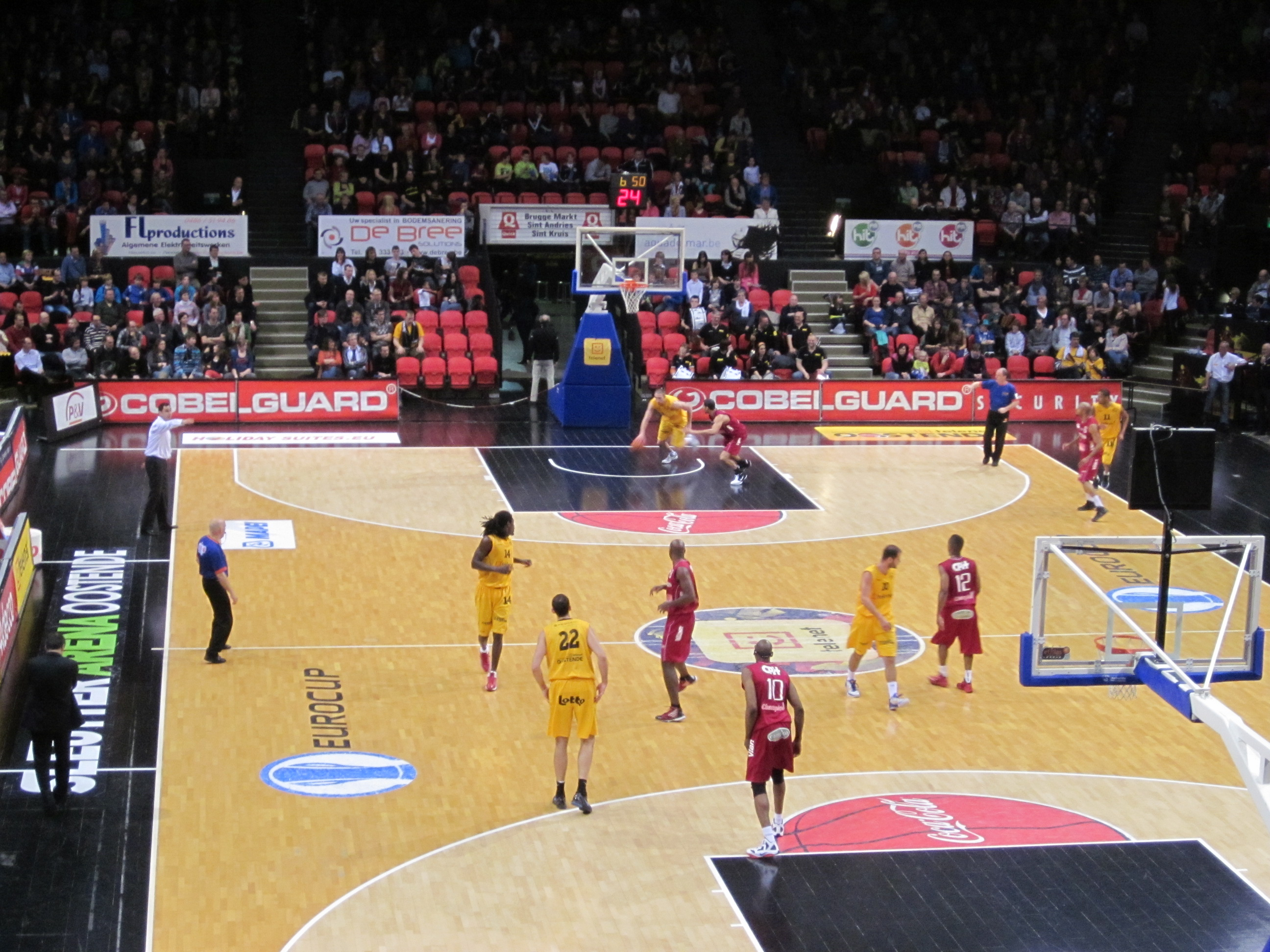
Wedstrijd tussen Oostende en Charleroi in 2012

In november volgde Eddy Casteels Aaron McCarthy op als coach en onder zijn leiding werd men in mei opnieuw landskampioen. Tijdens het seizoen 2005/06 haalde Oostende enkele topspelers in huis. Onder hen Duits international Denis Wücherer, ULEB-Cup MVP Brent Wright, oudgediende Jean-Marc Jaumin en ex-New York Knicks speler Lavor Postell. De ploeg kreeg in januari, na enige vertraging, een nieuwe zaal ter beschikking: de Sea'rena (uitgesproken in de aard van 'serena'). De zaal kan meer dan 5000 toeschouwers ontvangen. Onder impuls van de 36-jarige Jean-Marc Jaumin kon Oostende kampioen worden in een finale tegen Bergen.
In het begin van het seizoen 2006/07 kreeg de Sea'rena een nieuwe naam: ze werd de Sleuyter Arena, naar het vastgoedbedrijf Sleuyter. Er werd een deal voor meerdere jaren gesloten waarbij dan ook geld werd geïnvesteerd in de Sleuyter Arena. Ook in dit jaar haalde Telindus Oostende de play-offs en werd wederom kampioen. Na de overname van Telindus door Belgacom werd in 2008 BASE de nieuwe hoofdsponsor van de club. Na een woelige competitiestart werd coach Vlada Vucoicic in oktober 2008 al ontslagen. Hij werd even vervangen door assistent coach Umberto Badioli, maar al snel werd deze opgevolgd door ex-coach Sharon Drucker. Deze nam uit de USA 2 spelers mee (Fazekas en Green), die de plaatsen innamen van Ljubotina en Baxter. Na een maand met wisselvallige resultaten, verliet Drucker Oostende alweer om assistent-coach te worden bij het roemrijke Maccabi Tel Aviv. Alweer nam Badioli over, ditmaal tot het einde van het seizoen. Ook de gecontesteerde guard Rashid Atkins verliet de club in december.
In het begin van het seizoen 2009/10 startte Memi Bečirovič als hoofdcoach. Hij gaf in de maand april de fakkel door aan Jean-Marc Jaumin. Kort hierna haalde de ploeg z'n twaalfde beker binnen tegen Charleroi. In het seizoen 2010/11 werd Telenet de nieuwe hoofdsponsor en de naam van het team werd Telenet Oostende. De kern bleef nagenoeg ongewijzigd en werd aangevuld met Marcus Faison en Will Thomas.

### Recordkampioen (2011-heden)
Het seizoen 2011/12 werd de in maart 2010 aangestelde Jean-Marc Jaumin na een kwakkelende seizoenstart in november 2011 bedankt voor bewezen diensten. Onder de Kroatische coach Dario Gjergja (voormalig coach van Luik) werd de laatste speeldag winnend afgesloten. BC Oostende won na verlengingen de 5de beslissende wedstrijd van de finale van de play-offs met 75-74 tegen Spirou Charleroi en kroonde zich zo voor het eerst sinds 2006/2007 weer tot kampioen van België. Het blijft de enige titel in België die ooit na verlengingen in de 5de beslissende match van de finale van de play-offs is toegekend. Het was het begin van een ongeëvenaarde reeks van 14 opeenvolgende titels want ook de volgende 13 seizoenen behaalde BC Oostende de Belgische titel. Coach Dario Gjergja was er telkens bij betrokken en guard Dusan Djordjevic bij de eerste twaalf titels.
In het seizoen 2016/2017 veranderde de Sea'rena weer van naam: ze werd de Versluys Dôme, naar het vastgoedbedrijf Versluys. In 2017 zette Telenet de sponsoring stop. In het seizoen 2017/18 kwam het team - zonder hoofdsponsor - uit als BC Oostende. 
Sinds 2018 heet de club Filou BC Oostende. Filou is een sterk blond bier van de kasteelbrouwerij Vanhonsebrouck.
In 2019 startten de Antwerp Giants - op basis van de rangschikking in de reguliere competitie - met thuisvoordeel in de finale van de play-offs. Ze verloren echter de 1ste wedstrijd op eigen terrein, wonnen wel de 2de match in Oostende, verloren dan opnieuw thuis de 3de partij en Filou Oostende rondde in eigen arena de 4de confrontatie met winst af: 3 - 1.
Op 14 maart 2020 werd de competitie stopgezet om de verdere verspreiding van Covid-19 tegen te gaan. BCO werd uitgeroepen tot kampioen na 13 zeges uit 17 matchen. Op 9 juni 2021 pakte Filou BC Oostende zijn 10de landstitel op rij. Het versloeg Mons in de finale met 3-1. Op 10 jaar tijd was dit de 7de dubbel die BCO wist te halen. 
In maart 2022 volgde een nieuwe naamsverandering voor de Sea'rena. Vanaf dan heet de arena de COREtec Dôme, naar het vloerafwerkingsbedrijf COREtec. Op 27 mei 2022 werd Filou BC Oostende voor de elfde opeenvolgende maal Belgisch kampioen. Het versloeg in de finale van de play-offs de Kangoeroes Mechelen met 3-1.
Op 27 mei 2023 volgde de 12de opeenvolgende titel, de #Magic12. De Antwerp Giants begonnen met thuisvoordeel, wonnen in extremis met 1 punt verschil de 1ste match, maar werden in de 2de, 3de en 4de partij telkens met ruim verschil verslagen. Meer dan 5.000 toeschouwers namen die dag ook afscheid van de intussen 40-jarige clublegende Dusan Djordjevic.
Op 3 juni 2024 kwam de 13de opeenvolgende titel, de #Unseen13. BCO begon de finale met thuisvoordeel, won thuis de 1ste en 3de match en versloeg in de 4de partij op verplaatsing in het hol van de leeuw voor de 3de maal Antwerpen.
Het jaar 2025 bracht de dertiende double. BCO won eerst de finale van de Beker van België tegen de Leuven Bears. 
Het haalde daarna op 7 juni 2025 na zware playoffs tegen de Antwerp Giants, Kortrijk Spurs en ten slotte Kangoeroes Mechelen zijn veertiende opeenvolgende titel, de #FANtastic14. 
Het was de eerste keer dat een ploeg vanuit de derde positie in de reguliere competitie toch de playoffs won. Het was ook het laatste seizoen van Dario Gjerga als coach voor Oostende.
BC Oostende is de recordkampioen en recordbekerhouder van België.

### Namen
Mede door de veranderende hoofdsponsors, heeft de club in het verleden meerdere namen gekend.
- 1970–1999: Sunair Oostende
- 1999–2008: Telindus Oostende
- 2008–2010: BASE Oostende
- 2008–2017: Telenet Oostende
- 2017–2018: BC Oostende
- 2018–heden: Filou BC Oostende

## Erelijst
- Belgisch kampioen

winnaar (26x): 1980/81, 1981/82, 1982/83, 1983/84, 1984/85, 1985/86, 1987/88, 1994/95, 2000/01, 2001/02, 2005/06, 2006/07, 2011/12, 2012/13, 2013/14, 2014/15, 2015/16, 2016/17, 2017/18, 2018/19, 2019/20, 2020/21, 2021/22, 2022/23, 2023/24, 2024/25
tweede (4x): 1990/91, 1995/96, 1996/97, 1999/00
- Beker van België

winnaar (21x): 1962, 1979, 1981, 1982, 1983, 1985, 1989, 1991, 1997, 1998, 2001, 2008, 2010, 2013, 2014, 2015, 2016, 2017, 2018, 2021, 2025
finalist (7x): 1996, 1999, 2004, 2011, 2019, 2022, 2023
- Belgische Supercup

winnaar (11x): 1981, 1982, 1988, 1989, 1998, 2000, 2006, 2014, 2015, 2017, 2018
- BeNeLux Cup (eenmalig in 1988)

winnaar (1x): 1988
- BNXT League (vanaf 2021/22)

winnaar (1x): 2023/24
- BNXT Supercup (vanaf 2021/22 tot 2023/24)

winnaar (3x): 2021/22, 2022/23, 2023/24

## Teruggetrokken nummers
| BC Oostende teruggetrokken nummers |                  |         |           |      |
| Nr.                                | Speler           | Positie | Carrière  | Jaar |
| 10                                 | Veselin Petrović | Forward | 2005-2014 | 2014 |
| 20                                 | Dušan Đorđević   | Guard   | 2011-2023 | 2024 |